# 布克萊迪穆翁大區
布克萊迪穆翁大區（法語：Boucle du Mouhoun）是布基納法索十三個大區之一，位於該國東部。面積34,153平方公里。2006年人口1,434,847人。首府杜代古。
布克萊迪穆翁大區下轄穆翁省、納亞拉省、蘇魯省、孔西省、巴雷省和巴瓦省等六省。

## 人口
截至 2019 年，该地区人口为 1,898,133 人，其中 50.2% 为女性。该地区的人口占该国总人口的 9.26%。与该地区总产量相比，谷物需求覆盖率为 187%。截至 2007 年，该地区的识字率为 23.2%，而全国平均水平为 28.3%。

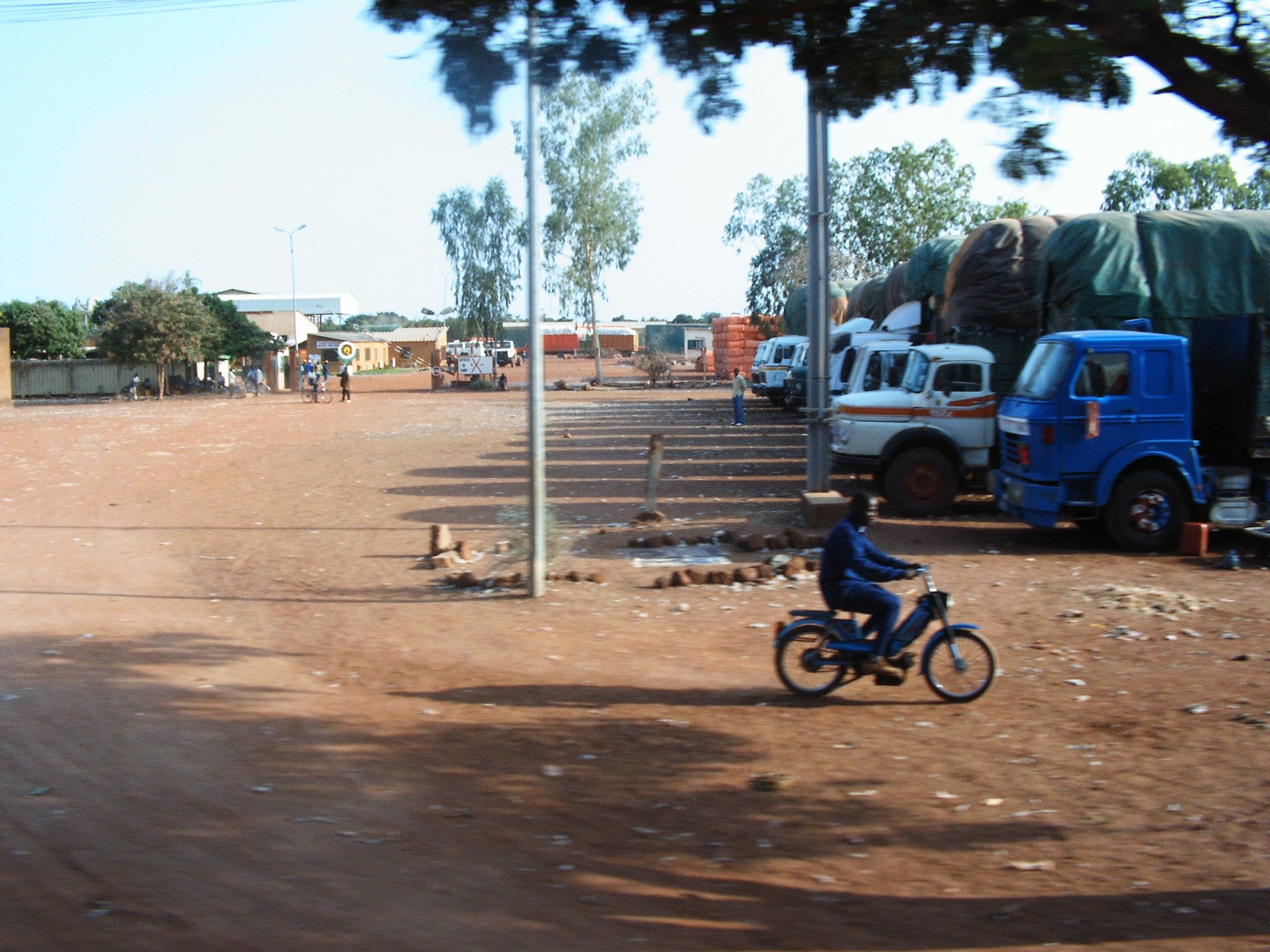
Dedougou-Cotton

## 地理
布基诺法索的大部分地区是由河流系统形成的宽阔高原，被称为 falaise de Banfora。有三条主要河流，红沃尔特河、黑沃尔特河和白沃尔特河，穿过不同的山谷。气候通常很热，不同季节的降雨不可靠。金和石英是全国各地常见的矿物，而锰矿床也很常见。旱季通常从 10 月到 5 月，6 月至 9 月的雨季经常下雨。土壤质地多孔，因此产量也很差.平均海拔高出平均海平面约 200 米（660 英尺）至 300 米（980 英尺）。在西非国家中，布基诺法索拥有最大的大象种群，该国到处都是野生动物保护区。[6]南部地区自然更偏向热带，拥有稀树草原和森林。主要河流是 Black Volta，发源于南部地区，流入加纳。河流附近地区通常有采采蝇和类似苍蝇，它们是晕睡病和河盲症的携带者。该地区的平均降雨量约为 100 厘米（39 英寸），而北部地区的降雨量仅为 25 厘米（9.8 英寸）。

## 经济
截至 2007 年，有 693.9 公里（431.2 英里）的高速公路、649.3 公里（403.5 英里）的区域道路和 741.5 公里（460.7 英里）的县道。第一组汽车交通量为 26 辆，第一组两轮车交通量为 5,308 辆，分类道路网络总数为 2,085 辆。[11]2015 年玉米总产量为 198,920 吨，棉花为 267,536 吨，豇豆为 67,212 吨，花生为 36,612 吨，小米为 254,707 吨，大米为 51,142 吨，高粱为 262,942 吨。与该地区总产量相比，谷物需求覆盖率为 187.00%。[12]截至 2007 年，该地区的识字率为 23.2%，而全国平均水平为 28.3%。小学毛入学率为 69%，小学后入学率为 21.2%，中学毛入学率为 6%。小学和大专阶段有 356 名男生和 155 名女生入学。小学和中学后有16名教师，而小学后和中学后有692名教师。

## 地方管理
布基纳法索于 1960 年从法国获得独立。它最初被称为 Upper Volta。直到 1983 年托马斯·桑卡拉上尉掌权并实施激进的左翼政策之前，一直发生军事政变。他被 Blaise Compaore 赶下台，Blaise Compaore 继续执政 27 年，直到 2014 年一场民众起义结束了他的统治。根据 1998 年第 40/98/AN 号法律，布基纳法索坚持权力下放，为当地社区提供行政和财政自主权。有 13 个行政区，每个行政区由一名总督管理。这些地区被细分为 45 个省，这些省又进一步细分为 351 个公社。公社可以是城市或农村，并且可以互换。还有其他行政实体，如部门和村庄。一个城市公社通常有 10,000 人。如果任何一个公社在 3 年内无法获得其计划预算的 75% 的收入，自治权就会被取消。公社由民选市长管理。公社旨在发展其公民的经济、社会和文化价值观。公社拥有财务自主权，可以与其他公社、政府机构或国际实体互动。